# Сычовка (Карачевский район)
Сычовка — деревня в Карачевском районе Брянской области, в составе Вельяминовского сельского поселения. 
 Расположена в 5 км к северо-востоку от села Вельяминова, в 4 км к северо-западу от села Дронова. Население — 5 человек (2010).

## История
Упоминается с середины XIX века; до 1929 года — в Карачевском уезде (с 1861 — в составе Дроновской волости, с 1924 в Вельяминовской волости). Состояла в приходе села Дронова.
С 1929 в Карачевском районе; входила в состав Дроновского, позднее Вельяминовского сельсовета (с 2005 — сельского поселения). В 1964 году присоединена деревня Кузьминка (северо-западная часть объединённой деревни).

## Население
| Годы      | 1866 | 1887 | 1926 | 1979 | 1989 | 2002 | 2010 |
| --------- | ---- | ---- | ---- | ---- | ---- | ---- | ---- |
| Население | 171  | 323  | 338  | 33   | 12   | 4    | 5    |